# Nacionalidad ecuatoguineana
La nacionalidad ecuatoguineana es el vínculo civil entre los individuos nacidos en Guinea Ecuatorial, hijos de padres ecuatoguineanos, los nacidos fuera de Guinea Ecuatorial hijos de padres ecuatoguineanos o los que adquieren la nacionalidad por adopción.
La múltiple nacionalidad está permitida en Guinea Ecuatorial desde 2011. Desde 1990 está prohibido al presidente ser naturalizado o tener múltiples nacionalidades.

## Adquisición de nacionalidad
La nacionalidad se puede adquirir en Guinea Ecuatorial al nacer o más tarde en la vida a través de la naturalización.

### Por nacimiento
Aquellos que adquieren la nacionalidad al nacer incluyen:
Los hijos nacidos en cualquier lugar que tengan al menos uno de los padres ecuatoguineano por nacimiento.

### Por naturalización
Se puede otorgar la naturalización a personas que hayan residido en el territorio por un período de tiempo suficiente para comprobar que entienden el español u otro idioma utilizado en el país, y las costumbres y tradiciones de la sociedad. Las disposiciones generales son que los solicitantes tengan buen carácter y conducta; no tener antecedentes penales dentro o fuera del país; no tener enfermedades transmisibles; haber pagado impuestos y contribuciones a la seguridad social; y haber residido ininterrumpidamente en el país durante cuarenta años. Además de los extranjeros que cumplen con los criterios, otras personas que pueden naturalizarse incluyen:
El cónyuge legal de un ecuatoguineano después de diez años de residencia y convivencia en el territorio; 
Las personas nacidas en Guinea Ecuatorial que sean residentes en Guinea Ecuatorial en el momento de la mayoría de edad pueden naturalizarse por declaración, si han vivido ininterrumpidamente en el territorio durante diez años; 
Los menores adoptados obtienen la nacionalidad ecuatoguineana una vez completada la adopción legal; 
Las personas cuyo padre o madre hayan nacido en Guinea Ecuatorial pueden adquirir la nacionalidad después de un año de residencia; 
Las personas cuyos abuelos hayan nacido en Guinea Ecuatorial que estén bajo la patria potestad de un ecuatoguineano pueden adquirir la nacionalidad tras dos años de residencia siendo menores de edad, o en el plazo de un año desde la consecución de la mayoría de edad. 